# Julie Favre

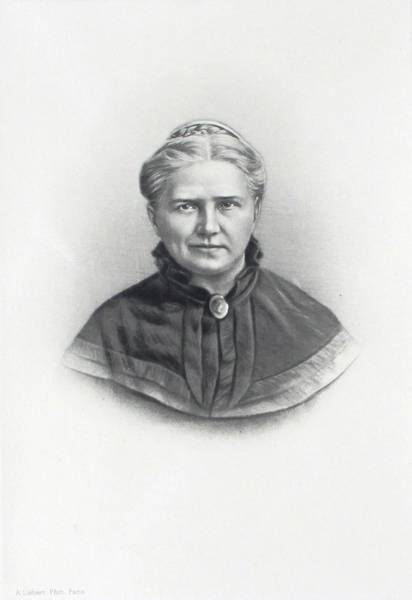
Julie Favre

Julie Favre (geboren als Caroline Julie Émilie Velten am 15. November 1833 in Wissembourg; gestorben am 31. Januar 1896 in Sèvres) war eine französische Pädagogin und philosophische Schriftstellerin. Sie war die erste Leiterin der École normale supérieure de jeunes filles in Sèvres. Das Amt hatte sie bis zu ihrem Tod inne.

## Leben
Caroline Julie Émilie Velten war die Tochter des lutherischen Pfarrers und Kircheninspektors Michel Velten und von Caroline Louise geborene Weber. Als Kind, das leidenschaftlich gerne las und Klavier spielte, lehnte sie sich schon früh gegen die Anforderungen und Zwänge der familiären Frömmigkeit auf, ohne jedoch jegliche religiöse Gefühle aufzugeben. Die revolutionären Ereignisse im Jahr 1848 ließen in ihr eine starke republikanische Überzeugung entstehen. Sie war Schülerin eines Internats in Wissembourg, wo sie Deutsch und wahrscheinlich auch Englisch lernte, und bestand die Prüfung zum „brevet supérieur des institutrices“.
1853 trat Julie Velten die Stelle als Unterlehrerin im protestantischen Mädchenpensionat in Paris an, das von Madame Frèrejean gegründet und geleitet wurde. Madame Frèrejean wurde von Joseph Jacotots pädagogischen Theorien und seiner Methode des „universellen Unterrichts“ geprägt, die auf Auswendiglernen, Wiederholung, Eigenverantwortung und Gewissenhaftigkeit statt auf Zwang und Strafen setzte.
Ab 1860 wurde Julie Velten in die Leitung des Internats eingebunden, später folgte sie Frau Frèrejean als Leiterin der Einrichtung nach, die mittlerweile nach Versailles umgezogen war. Als Befürworterin einer starken moralischen und religiösen Erziehung vertraute sie auf die Rechtschaffenheit ihrer Schülerinnen und baute mit ihnen ein gegenseitiges Vertrauen auf. Während des Krieges von 1870 hielt sie die Schule für Schülerinnen offen, die nicht in der Lage waren, zu ihren Familien zurückzukehren. Sie selbst engagiert sich eine Zeit lang im Gesundheitsdienst.

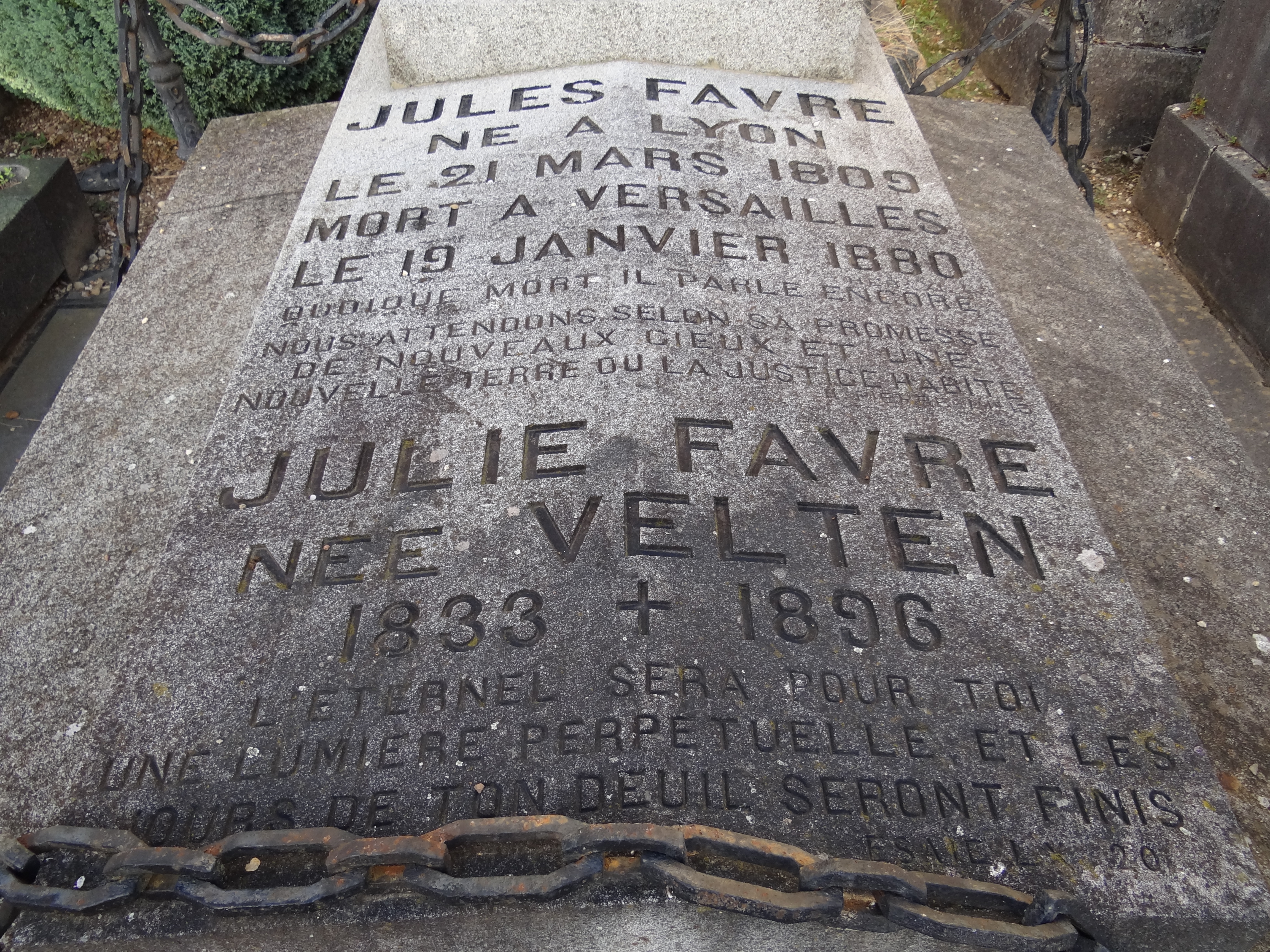
Grab Julie und Jules Favre

Als die Nationalversammlung während des Deutsch-Französischen Krieges von 1870 in Versailles tagte, lernte sie Jules Favre kennen, einen liberalen protestantischen Anwalt, der seit 1867 Akademiemitglied und eine große republikanische Persönlichkeit war und für den sie verschiedene Dokumente aus dem Deutschen übersetzte. Trotz eines Altersunterschieds von 23 Jahren heirateten sie am 6. August 1874 bei einer Zeremonie in der protestantischen Kirche in Versailles. Sie stand ihrem Mann intellektuell sehr nahe, teilte seine politischen Ideen und arbeitete so eng mit ihm zusammen, dass er sie zur Mitautorin vieler seiner Werke machen wollte. Sie reisten viel zusammen, insbesondere in die Schweiz. Nach dem Tod ihres Mannes im Jahr 1880 gab sie seine Parlamentsreden in vier Bänden, seine Plädoyers und Reden in zwei Bänden und sein Werk Die Wahrheit über die Katastrophen der Ostarmee heraus.
Im Zusammenhang mit dem Gesetz von 1880, das Mädchengymnasien und -kollegs einführte, schlug der Abgeordnete Camille Sée im Juli 1881 die Gründung einer École normale de l’enseignement secondaire vor, die Lehrerinnen ausbilden sollte, die an diesen Schulen unterrichten sollten. Am 1. November 1881 ernannte der Minister für öffentliche Bildung, Jules Ferry, sie zur ersten Direktorin der École normale supérieure de jeunes filles, deren Betrieb sie organisieren sollte. Die Schule wurde am 12. Dezember 1881 in der ehemaligen Porzellanmanufaktur von Sèvres eröffnet.

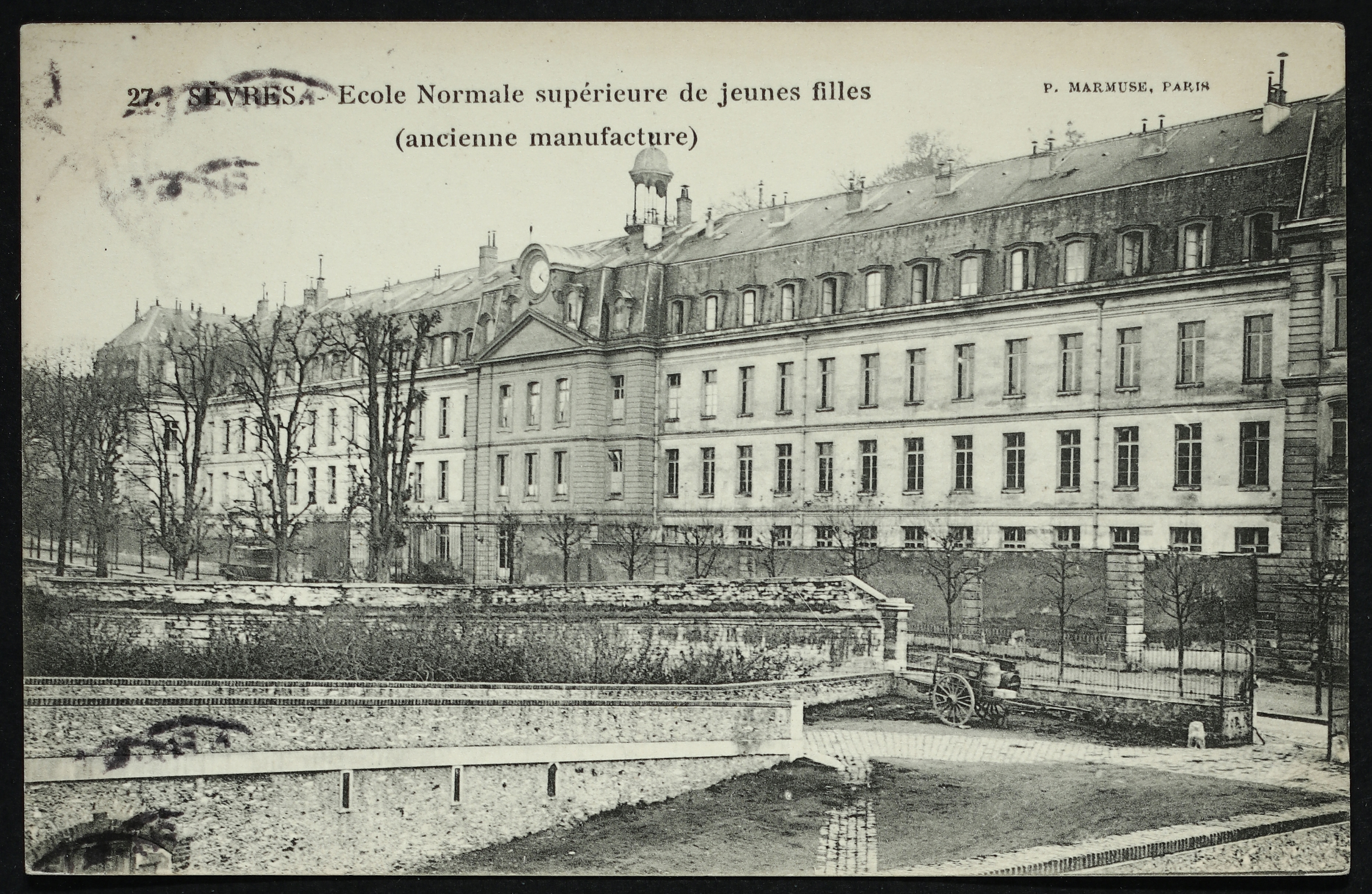
Postkarte – École normale supérieure de jeunes filles (ehemalige Manufaktur)

Die Anlage wurde vom Architekten Charles Le Coeur restauriert. Die Schülerinnen waren Internatsschülerinnen, jede hatte ab der Eröffnung ihr eigenes Zimmer, die Schülerinnen des ersten Jahres wurden ein Jahr lang in einem Schlafsaal untergebracht. Julie Favre achtete besonders auf die moralische Bildung der Schülerinnen und die pädagogische Qualität des Unterrichts. Sie übte insbesondere durch die sogenannten „Bonsoirs“ Einfluss aus – tägliche abendliche Gesprächsrunden, die sie den Schülerinnen von Sèvres anbot. Ihr Denken wurde durch den Umgang mit zahlreichen religiösen und philosophischen Autoren genährt. Sie veröffentlichte mehrere Sammlungen mit ausgewählten Stücken von Autoren, die Moralvorstellungen von Montaigne und den Stoikern sowie einen Band über die Moral von Plutarch, der bei ihrem Tod unvollendet blieb und dessen Ausgabe von Adolphine Couvreur fertiggestellt wurde und 1909 erschien.
Julie Favre leitete die Schule bis zu ihrem Tod am 31. Januar 1896 im Alter von 62 Jahren. Sie ist über ihre Tochter Geneviève die Großmutter des Theologen Jacques Maritain.

## Werke
Eigene Werke
- Montaigne moraliste et pédagogue. Libraire Fischbacher, 1887.
  - Neuauflage Hachette 2013[12]
- La Morale des Stoïciens. Félix Alcan, 1888.
  - Neuauflage  G. Baillière et C-ie 2014[13]
- La Morale de Socrate. Félix Alcan, 1888.
  - Neuauflage G. Baillière et C-ie 2003[14]
- La Morale d’Aristote. Félic Alcan, 1889.
  - Neuauflage Alcan 2021[15]
- La Morale de Cicéron. Libraire Fischbacher, 1891.
  - Neuauflage Fischbacher 2007[16]
- La Morale de Plutarque. H. Paulin et Cie, 1909.[17][18]

Werke Jules Favres
- Jules Favre, Discours parlementaires. Plon, 1881.
  - Neuauflage Plon 2022[19]
- Plaidoyers politiques et judiciaires. Plon, 1882.
  - Neuauflage Jules Gabriel C. Favre 2006[20]
- La Vérité sur les désastres de l’armée de l’Est. Plon, 1883.
  - Neuauflage 2016[21]
- Plaidoyers et discours du bâtonnat. Librairie Marescq aîné, 1893.
  - Neuauflage 21012[22]

Übersetzungen
- Karl Dändliker: Histoire du peuple Suisse. Germer Baillière, 1879.
  - deutsch: Geschichte der Schweiz, Neuauflage 2022, Outlook Verlag ISBN 978-3-36823-087-6[23]
- Robert Hartmann: Les peuples de l’Afrique. librairie Germer Baillière et Cie, 1880.
  - deutsch: Die Völker Afrikas. Brockhaus, Leipzig 1879 (Digitalisat bei HathiTrust)[24]
- Jean Paul Richter: Sur l'Éducation. Librairie Delagrave, 1886.